# Uwe Steffen

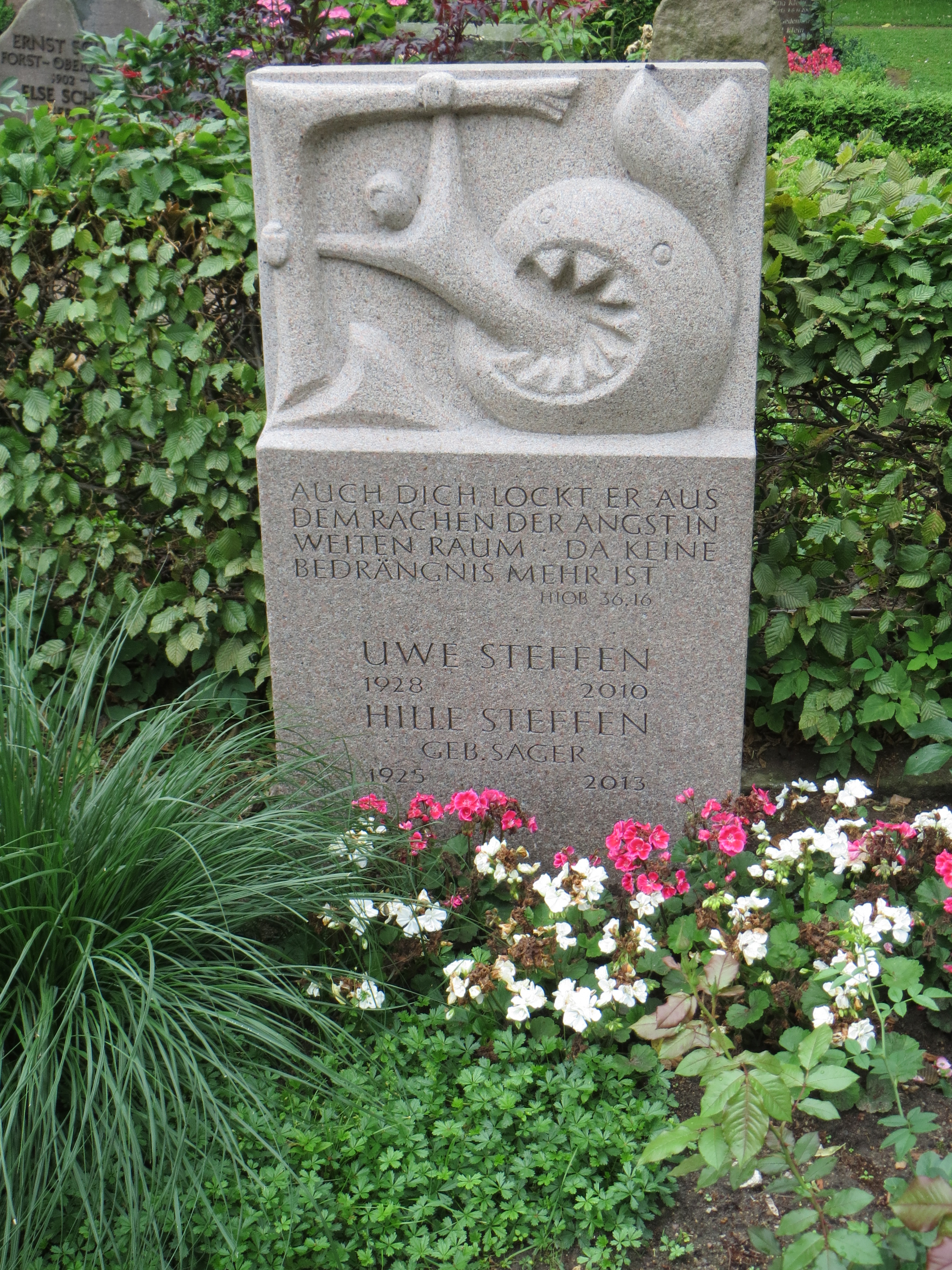
Grab Uwe Steffens und seiner Frau auf dem Friedhof am Ratzeburger Dom

Uwe Steffen (* 12. Juni 1928 in Westerland/Sylt; † 22. Juni 2010 in Ratzeburg) war ein deutscher evangelisch-lutherischer Theologe, der als Pastor, Propst und Dompropst wirkte und durch seine umfangreiche publizistische Tätigkeit einschließlich Rundfunk- und Fernseharbeit überregionale Bedeutung erlangte.

## Lebenslauf
Uwe Steffen wurde am 12. Juni 1928 auf der Insel Sylt geboren. Er stammt aus einer alten Walfänger- und Pastorenfamilie. Noch heute findet man auf der Insel Föhr den prächtig gestalteten Grabstein seines Urahns Matthias Petersen. Bereits sein Vater Richard Steffen und sein Großvater waren Pröpste. 
Als Vierzehn- und Fünfzehnjähriger wurde er auf einem Segelschulschiff seemännisch ausgebildet. Er hatte sich bereits für zwölf Jahre als aktiver Seeoffizier bei der Kriegsmarine verpflichtet, als der Zusammenbruch des Dritten Reiches seine Pläne durchkreuzte. Steffen, vielseitig begabt und interessiert, bestand 1949 sein Abitur in Neumünster, studierte Theologie in Kiel und Göttingen, erhielt seine praktische Ausbildung in Neumünster und Preetz, heiratete 1954 und übernahm 1955 seine erste Pfarrstelle in Lütjensee. Im Laufe der Zeit bekamen er und seine Frau Hille drei Kinder.
Seit 1959 war Steffen publizistisch tätig. Er widmete sich einer umfangreichen Rundfunk- und Fernseharbeit. Zahlreiche Beiträge von Steffen erschienen in verschiedenen Zeitschriften.
Von 1966 bis 1975 amtierte er als Propst der Propstei Norderdithmarschen in Heide (Holstein).
Von 1976 bis zum Eintritt in den Ruhestand 1993 war er Dompropst im Ratzeburger Dom. 
Der damalige Ratzeburger Domorganist Neithard Bethke beschrieb Steffen in seinem Geleitwort zur Buchveröffentlichung Mitteilungen von unterwegs 1993 als fähig, prägnant das Wesentliche verbal zu erfassen und hob seine außerordentliche schriftstellerische Produktivität hervor. Er habe sich zu Fragen des Alltags, der Seelsorge, der Tagespolitik, zu kirchlichen und theologischen Problemen mit oft nur kurzen, aber treffsicher formulierten Geschichten, Betrachtungen und Predigten geäußert und dabei ausgehend von anscheinend alltäglichen Begebenheiten, aufgegriffenen Redensarten oder wie neugefundenen uralten Erkenntnissen Menschen in das Nachdenken geführt, um die Bezogenheit aller Dinge auf einen Ursprung – Gott – zu erkennen. Zu Steffens biblischen Lieblingsgestalten gehörte der Prophet Jona, dessen Darstellung auch seinen Grabstein schmückt.

## Bücher und Schriften
- Der „Offenbarungsaltar“ von Otto Flath in der Anscharkirche zu Neumünster. C.H. Wäser Verlag, Bad Segeberg 1950[5]
- Das Bild des Menschen im Werk Otto Flaths. C.H. Wäser Verlag, Bad Segeberg 1955
- Zusammen mit Friedrich-Ernst Mißfeldt: Ich glaube an den Dreieinigen Gott. Eine Auslegung des Apostolischen Glaubensbekenntnisses. Verlag Moritz Diesterweg, Frankfurt a. M./ Berlin/Bonn 1960
- Das Mysterium von Tod und Auferstehung. Formen und Wandlungen des Jona-Motivs. Vandenhoeck & Ruprecht, Göttingen 1963
- Kindergeschichten für Erwachsene. Lutherische Verlagsgesellschaft, Kiel 1966
- Kindergeschichten für Erwachsene. Westholsteinische Verlagsanstalt Boyens & Co., Heide 1969; 5. Aufl. 1983
- Alltagsgeschichten für Nachdenkliche. Westholsteinische Verlagsanstalt Boyens & Co., Heide 1967; 2. Aufl. 1975
- Alltägliches  –  nachdenklich betrachtet. Westholsteinische Verlagsanstalt Boyens & Co., Heide; 3. erweiterte Auflage von „Alltagsgeschichten für Nachdenkliche“ 1980; 4. Aufl. 1986
- Kunst im Zeichen des Jona. (Künstlermonographie über den Bildhauer und Grafiker Rolf Goerler). Mit einer Einführung von H.-M. Rotermund. Friedrich Lometsch Verlag, Kassel 1968
- Alles ist Euer. Wegweisung für junge Menschen. Agentur des Rauhen Hauses, Hamburg 1966; 4. neubearbeitete Auflage 1971
- Feuerprobe des Glaubens. Die drei Männer im Feuerofen. Vandenhoeck & Ruprecht, Göttingen 1969
- Errette auch mich. Biblische Meditationen. Christian Jensen Verlag, Breklum 1970; 2. Aufl. 1975
- Zeugen Christi in unserer Zeit. Drei Rundfunkansprachen. Christian Jensen Verlag, Breklum 1971
- Christliches Leben im Wandel der Zeit. Kurzansprachen. (Christian Jensen Verlag) Breklum 1971; 2. Aufl. 1977
- Jesus heute. Christian Jensen Verlag, Breklum 1972; 2. Aufl. 1975

Dänische Übersetzung von Walter Deckert: Jesus i dag. Lohses Verlag, Fredericia 1975
- Und deinen Nächsten wie dich selbst. Variationen über das Thema Selbstlosigkeit und Selbstliebe. Breklumer Verlag, Breklum 1973
- Und deinen Nächsten wie dich selbst. Variationen über das Thema Selbstliebe, Nächstenliebe, Gottesliebe. Breklumer Verlag, Breklum; 2. neubearbeitete Aufl. 1977
- Macht – Heil – Friede. Gedanken zur Weihnachtsbotschaft. (Schriftenreihe für die evangelische Frau – Heft 254). Laetare Verlag, Stein/Nürnberg 1974
- Jona – Sinnbild gegenwärtiger Existenz. Gedichte und Grafiken des 20. Jahrhunderts. Breklumer Verlag, Breklum 1974: 2. Aufl. 1975
- Die schwerste Kunst. Rundfunkansprachen. Breklumer Verlag, Breklum 1975
- Es geht ums Ganze. Rundfunkansprachen. Breklumer Verlag, Breklum 1976
- Das gottselige Geheimnis. Weihnachtsbetrachtungen. Agentur des Rauhen Hauses, Hamburg 1976
- Die Wiederkehr des Lazarus. Essays. Breklumer Verlag, Breklum 1977
- Ehe – Ja oder Nein. Breklumer Verlag, Breklum 1977
- Licht auf meinem Wege. Tägliche Andachten. Agentur des Rauhen Hauses, Hamburg 1977; 2. Aufl. 1978
- Der Bettler auf Krücken. Eine Schenkung der Familie Barlach für den Ratzeburger Dom. (Schriftenreihe des Vereins der Freunde des Ratzeburger Domes e.V.). Ratzeburg 1978
- Die Weihnachtsgeschichte des Lukas. Agentur des Rauhen Hauses, Hamburg 1978
- Wenn es heute geschähe ... Weihnachtsbetrachtung. Agentur des Rauhen Hauses, Hamburg 1979
- Macht euch die Erde Untertan! Zur gegenwärtigen Krise der Menschheit. Breklumer Verlag, Breklum 1980
- Heinrich der Löwe und Ratzeburg. (Schriftenreihe des Vereins der Freunde des Ratzeburger Domes e.V.) Ratzeburg 1980
- Der Ratzeburger Löwe. (Schriftenreihe des Vereins der Freunde des Ratzeburger Domes e.V.) Ratzeburg 1981
- Meines Herzens Freude und Trost. Tägliche Andachten. Agentur des Rauhen Hauses, Hamburg 1981; 2. Aufl. 1982
- Jona und der Fisch. Buchreihe „Symbole“. (Kreuz Verlag) Stuttgart/Berlin 1982; 4. Aufl. 1990
- Bleibt der Liebe auf der Spur. Ratzeburger Rundfunkandachten. (Verlag Michael Jung) Kiel 1984
- Drachenkampf. Der Mythos vom Bösen. Buchreihe „Symbole“. (Kreuz Verlag) Stuttgart 1984; 2. Aufl. 1986. Ins Italienische übersetzt von Donatella Besana, Incontro Col Drago. Immagini e simboli della lotto col male. Como, red./studio redazionale, 1988 (Immagini del profondo, 19)
- Zus. mit Werner v. Wyszecki, Die Kunstkammer des Ratzeburger Domes. Eine Dokumentation. (Schriftenreihe des Vereins der Freunde des Ratzeburger Domes e.V.) Ratzeburg 1985
- Die zwei Brüder. Jeder hat noch ein anderes Ich. Reihe „Weisheit im Märchen“. (Kreuz Verlag AG) Zürich/Stuttgart 1986
- Das Jona-Motiv in der Glasmalerei. Sonderdruck aus „Ratzeburger Sommermusiken 1986“, Ratzeburg 1986
- Bibelillustrationen. Zur Ausstellung „Alte Bibeln und andere alte Bücher aus der Ratzeburger Dombibliothek“. Ratzeburg 1987
- Taufe. Ursprung und Sinn des christlichen Einweihungsritus. Buchreihe „Symbole“. (Kreuz Verlag) Stuttgart 1988; 2. Aufl. 1992
- Errette auch mich. Biblische Meditationen. (Friedrich Wittig Verlag) Hamburg 1989
- Der Apostelaltar im Ratzeburger Dom. (Schriftenreihe des Vereins der Freunde des Ratzeburger Domes e.V.) Ratzeburg 1990
- Die vier Evangelistensymbole. (Schriftenreihe des Vereins der Freunde des Ratzeburger Domes e.V.) Ratzeburg 1992
- Mitteilungen von unterwegs. Gedanken aus vier Jahrzehnten. (Breklumer Verlag) Breklum 1993
- Die Jona-Geschichte im Judentum, Christentum und Islam. (Neukirchener Verlag) Neukirchen-Vluyn 1994
- Inseln. Traumbild und Trugbild. (Agentur des Rauhen Hauses) Hamburg 1994
- Zwischen Himmel und Erde. (E.B.-Verlag) Hamburg 1995
- Märchen und Bibel. (E.B.-Verlag) Hamburg 1995
- Den Urbildern auf der Spur. (Radius Verlag) Stuttgart 2000
- Durch das Meer des Lebens. (Agentur des Rauhen Hauses) Hamburg 2002
- Matthias der Glückliche und seine Zeit. (Verein Nordfriesisches Institut) Bräist/Bredstedt 2004
- Der erfolgreichste Walfänger der Nordfriesen. (Nordfriisk Institut) Bräist/Bredstedt 2004, erw. Auflage 2009
- Wie das Wehen des Windes. (Agentur des Rauhen Hauses) Hamburg 2005